# Francesco Ricci Paracciani

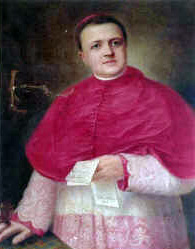
Imagen ilustrativa del Cardenal Francesco Ricci Paracciani

Francesco Ricci Paracciani (8 de junio de 1830 - 9 de marzo de 1894) fue un cardenal  italiano y arcipreste de San Pedro.

## Biografía
Nació el 8 de junio de 1830. El 13 de diciembre de 1880, el papa León XIII lo elevó al cardenalato con el título de cardenal diácono de Santa María in Campitelli, aunque esto se anunció el 27 de marzo de 1882. En 1891 recibió el título de San Pancracio cuando ocupaba el cargo de arcipreste de la basílica de San Pedro hasta 1892.
Paracciani era el honor y la devoción dentro de la basílica de La gran Cruz de la orden de Malta. Entre 1885 y 1891 fue uno de los grandes priores del Priorato de Malta en Roma.